# Tombeau de saint Léonard
Le Tombeau de saint Léonard (ou Saint Lénard) est un ensemble votif situé dans le Bois de Borne à Andouillé-Neuville, en Ille-et-Vilaine. Il est le centre d'un culte lié à la réussite éducative.

## Légende
Selon la légende, saint-Lenard ou Lenard-Léonard, était un enfant qui tourmentait les voyageurs de passage. Un jour, il trouva une pomme qu'il gouta, mais la jeta la trouvant trop amère. Il retrouva la même pomme le lendemain, et la trouva plus sucrée. Ceci lui fit réaliser le mal qu'il causait. Il décida alors d'aider un voyageur de passage. Celui-ci le reconnut, mais le tua pensant qu'il cherchait à lui jouer un tour,,,.

## Culte
Le lieu est érigé en 1867 par des habitants de la commune. Les dévotions sont tournées vers la réussite scolaire, mais d'autres types de requêtes sont aussi pratiquées,,,.
La légende est publiée en 1880 par Paul Sébillot parmi les Contes populaires de la Haute-Bretagne. Dans le Pouillé historique de l'archevêché de Rennes par Amédée Guillotin de Corson, publié en 1884, celui-ci remarque l'existence d'une chapelle Saint-Léonard dans ce bois dès 1580, mais appartenant aux moines de Gahard. Cette chapelle n'existait alors plus et selon lui, la légende du tombeau s'y rattachait.

## Sources
1. ↑  Par Solenne Durox et correspondante à Andouillé-NeuvilleLe 15 août 2019 à 12h11, « Sépulture de Saint-Lénard : l’ex-vaurien fait des miracles en Ille-et-Vilaine », sur leparisien.fr, 15 août 2019 (consulté le 16 août 2024)
2. 1 2  Narin Cherlonex, « L’étonnant pèlerinage de lycéens bretons avant le bac », dans Ouest-France, l'édition du soir, le 13 juin 2018, consulté sur www.ouest-france.fr le 13 juin 2018
3. 1 2  « À la halte de Saint-Léonard, les bénévoles s'affairent »dans Ouest-France, le 8 juin 2016, consulté sur www.ouest-france.fr le 13 juin 2018
4. 1 2  Jean-Christophe Collet, « La tombe de Saint-Léonard > La rémission est toujours possible », dans Unidivers, le 1 novembre 2011, consulté sur www.unidivers.fr le 13 juin 2018
5. 1 2  Sylvaine Salliou, « Les Bretons et les croyances populaires », dans France 3 Région, le 11 septembre 2017, consulté sur france3-regions.francetvinfo.fr le 13 juin 2018
6. ↑  Contes populaires de la Haute-Bretagne, page 343 : LXIII. La légende de saint Lénard
7. ↑  Pouillé historique de l'archevêché de Rennes, page 647, 3o Saint-Léonard-de-Borne